# 1995 au cinéma
| Années du cinéma : 1992 - 1993 - 1994 - 1995 - 1996 - 1997 - 1998    |
| Décennies du cinéma : 1960 - 1970 - 1980 - 1990 - 2000 - 2010 - 2020 |

Cet article présente les faits marquants de l'année 1995 au cinéma.

## Événements
- Année du Centenaire du cinéma.
- Lars von Trier et Thomas Vinterberg proclament la création du Dogme95.
- Carolco Pictures (la trilogie Rambo, Angel Heart, Total Recall, Terminator 2 : Le Jugement dernier et Basic Instinct) fait faillite.

## Principaux films de l'année en France
- ...à la campagne
- À la vie, à la mort !
- Apollo 13
- Les Apprentis
- Assassins
- Babe, le cochon devenu berger
- Bad Boys
- Braveheart
- Broken Arrow
- Candyman 2
- Clueless
- Gazon maudit (Josiane Balasko)
- GoldenEye
- Johnny Mnemonic
- Judge Dredd
- La Cité des enfants perdus
- La Haine
- Le bonheur est dans le pré (Étienne Chatiliez)
- Le Facteur
- Les Anges gardiens (Jean-Marie Poiré)
- Les Évadés
- Les Trois Frères (les Inconnus)
- Pocahontas, une légende indienne
- Underground (Emir Kusturica) Palme d'Or à Cannes
- Une journée en enfer
- Usual Suspects
- USS Alabama
- Waterworld

## Festivals

### Cannes
- Underground de Emir Kusturica reçoit la Palme d'or.

### Autres festivals
- x : 1re Semaine du cinéma britannique d'Abbeville : x
- x : 5e Festival du cinéma africain de Milan : Prix du meilleur long métrage : Les Silences du palais de Moufida Tlatli (Tunisie)
- x : Sundance Film Festival : x
- x : 1re Fantastic'Arts de Gerardmer : x
- x : 45e Festival international du film de Berlin : x
- x : 15e Festival international de films de femmes de Créteil : x
- x : 22e Festival du film de Paris : x
- x : 13e Festival du film policier de Cognac : x
- x : 19e Festival international du film d'animation d'Annecy : x
- x : 52e Mostra de Venise : x
- x : 21e Festival du cinéma américain de Deauville : x
- x : 13e édition du Festival panafricain du cinéma et de la télévision de Ouagadougou (Fespaco).
- x : 9e Festival international de films de Fribourg (FIFF)
- du 30 novembre au 3 décembre : 3e Festival du cinéma russe à Honfleur : Grand prix : La Folie de Gisèle (Мания Жизели), 1995, d'Alexei Uchitel

## Récompenses

### Oscars
- Meilleur film et Meilleur réalisateur : Braveheart de Mel Gibson
- Meilleure actrice : Susan Sarandon, La Dernière Marche
- Meilleur acteur : Nicolas Cage, Leaving Las Vegas
- Meilleur second rôle féminin : Mira Sorvino, Maudite Aphrodite (Mighty Aphrodite)
- Meilleur second rôle masculin : Kevin Spacey, Usual Suspects
- Meilleur scenario : Pulp Fiction de Quentin Tarantino
- Meilleur film étranger : Antonia's Line (Pays-Bas), Marleen Gorris

### Césars
- Meilleur film et Meilleur réalisateur : Les Roseaux sauvages d'André Téchiné
- Meilleur acteur : Gérard Lanvin dans Le Fils préféré
- Meilleure actrice : Isabelle Adjani dans La Reine Margot de Patrice Chéreau
- Meilleur second rôle masculin : Jean-Hugues Anglade dans La Reine Margot
- Meilleur second rôle féminin : Virna Lisi dans La Reine Margot de Patrice Chéreau
- Meilleur jeune espoir féminin : Élodie Bouchez dans Les Roseaux sauvages d'André Téchiné
- Meilleur film étranger : Quatre mariages et un enterrement de Mike Newell

### Autres récompenses
- Prix Louis-Delluc : Nelly et M. Arnaud de Claude Sautet
- Prix Romy-Schneider : Sandrine Kiberlain
- Grand prix (Étalon de Yennenga) au Festival panafricain du cinéma et de la télévision de Ouagadougou : Guimba, de Cheick Oumar Sissoko (Mali)
- Ours d'argent du meilleur réalisateur au festival de Berlin : Richard Linklater pour Before Sunrise.
- Prix Jean-Vigo : N'oublie pas que tu vas mourir, de Xavier Beauvois

## Box-Office

### France
| Class.                    | Titre                      | Pays                  | Réalisateur                    | Box-Office France |
| ------------------------- | -------------------------- | --------------------- | ------------------------------ | ----------------- |
| 1.                        | Les Trois frères           | France                | Bernard Campan, Didier Bourdon | 6 875 616 entrées |
| 2.                        | Les Anges gardiens         | France                | Jean-Marie Poiré               | 5 735 300 entrées |
| 3.                        | Pocahontas                 | États-Unis d'Amérique | Eric Goldberg, Mike Gabriel    | 5 656 757 entrées |
| 4.                        | Le bonheur est dans le pré | France                | Étienne Chatiliez              | 4 930 804 entrées |
| 5.                        | Gazon maudit               | France                | Josiane Balasko                | 3 990 094 entrées |
| Source :cbo-boxoffice.com |                            |                       |                                |                   |

### États-Unis
- 1. Toy Story
- 2. Batman Forever
- 3. Apollo 13

## Naissances
- 7 février : Tom Glynn-Carney
- 13 juin : Troye Sivan
- 23 juin : Danna Paola
- 22 septembre : Jelle Florizoone
- 27 décembre : Timothée Chalamet

## Décès

### Premier trimestre
- 21 janvier : John Halas, animateur de cinéma, scénariste et producteur hongrois (° 16 avril 1912).
- 2 février : Donald Pleasence, acteur
- 27 mars : René Allio, cinéaste français

### Deuxième trimestre
- 4 avril : Priscilla Lane, actrice
- 14 avril : Burl Ives, chanteur et acteur
- 25 avril : Ginger Rogers, actrice
- 16 mai : Lola Flores, actrice espagnole
- 18 mai
  - Elizabeth Montgomery, actrice
  - Elisha Cook Jr., acteur
  - Alexander Godunov, danseur et acteur
- 5 juin : Ray Brenner, scénariste américain (° 21 octobre 1927)
- 9 juin : Frank Chacksfield, compositeur britannique de musique de film
- 29 juin : Lana Turner, actrice

### Troisième trimestre
- 4 juillet : Eva Gabor, actrice américaine (° 11 février 1919).
- 5 juillet : Jüri Järvet, acteur estonien (° 18 juin 1919).
- 2 août : Al Adamson, réalisateur et scénariste (° 25 juillet 1929).
- 3 août : Ida Lupino, actrice, réalisatrice américano-britannique (° 4 février 1918).
- 10 septembre : Charles Denner, acteur français (° 29 mai 1926).

### Quatrième trimestre
- 3 octobre : Arthur Makarov, scénariste soviétique
- 21 octobre : Maxene Andrews, membre des The Andrews Sisters
- 22 octobre : Mary Wickes, actrice
- 25 octobre : Viveca Lindfors, actrice
- 28 octobre : Julien Bertheau, acteur
- 21 novembre : Peter Grant, acteur
- 23 novembre : Louis Malle, réalisateur
- 24 novembre : Jeffrey Lynn, acteur
- 9 décembre : Vivian Blaine, actrice
- 22 décembre : Butterfly McQueen, actrice
- 25 décembre : Dean Martin, chanteur et acteur